# Mühlenberg (Pfälzerwald)
Der Mühlenberg ist ein 541,2 Meter hoher Berg im Pfälzerwald.

## Geographie

### Lage
Der Mühlenberg liegt innerhalb der Frankenweide, die in westliche Richtung in das Gräfensteiner Land übergeht. Nord- und die Westflanke liegen auf der Gemarkung der Ortsgemeinde Leimen, die Süd- und die Ostflanke auf derjenigen von Merzalben. Unmittelbar östlich erstrecken sich der Weißenberg und der Hortenkopf. Westlich erhebt sich der Kippkopf, nordwestlich der Kemmeterberg und nordöstlich das Christeleck.
An seiner Nordostflanke entspringt die Merzalbe, die anschließend seine Nord- und seine Westflanke umfließt und währenddessen den Kanapeeweiher durchfließt. An seiner Südostflanke entspringt der Wartenbach. Der Berg ist somit Teil der Wasserscheide zwischen Mosel und Oberrhein.

### Naturräumliche Zuordnung
1. Großregion 1. Ordnung: Schichtstufenland beiderseits des Oberrheingrabens
2. Großregion 2. Ordnung: Pfälzisch-saarländisches Schichtstufenland
3. Großregion 3. Ordnung: Pfälzerwald
4. Region 4. Ordnung (Haupteinheit): Mittlerer Pfälzerwald
5. Region 5. Ordnung: Frankenweide

## Beschreibung
Beim Mühlenberg handelt es sich um einen ausgedehnten Höhenrücken, zu dem ebenso der Winschertberg, der Hinteren Blosenberg und ganz im Norden der Mosisberg gehören. Er ist vollständig bewaldet in Form naturnaher Eichen- und Buchenwälder.

## Natur
Seine Südostflanke ist Bestandteil der Kernzone Quellgebiet der Wieslauter des Naturpark Pfälzerwald.

## Tourismus
Über den Berg führen die sechste Etappe des Prädikatswanderwegs Pfälzer Waldpfad, die von Merzalben nach Hauenstein verläuft und ein Wanderweg, der mit einem grünen Kreuz markiert ist und der bis nach Freinsheim verläuft. Zudem wird der Berg von Kletterern frequentiert.